# This Is Where I Leave You
This Is Where I Leave You är en amerikansk dramakomedifilm från 2014 i regi av Shawn Levy. Han är även en av filmens producenter. Filmens manus skrevs av Jonathan Tropper, som även författade romanen This is where I leave you (på svenska: Sju jävligt långa dagar) som filmmanuset baseras på.

## Handling
Familjen Altman återförenas i föräldrahemmet för första gången på länge i samband med faderns begravning. I sju dagar ska den dysfunktionella familjen vara samlade under samma tak eftersom det är faderns sista önskan. De fyra syskonen ges en chans att fundera över sina livsval och val av relationer och får återknyta bekantskapen med barndomsvänner.

## Medverkande (urval)
| Jason Bateman    | – Judd Altman    |
| Tina Fey         | – Wendy Altman   |
| Jane Fonda       | – Hillary Altman |
| Adam Driver      | – Phillip Altman |
| Rose Byrne       | – Penny Moore    |
| Corey Stoll      | – Paul Altman    |
| Kathryn Hahn     | – Annie Altman   |
| Connie Britton   | – Tracy Sullivan |
| Timothy Olyphant | – Horry Callen   |
| Dax Shepard      | – Wade Beaufort  |
| Debra Monk       | – Linda Callen   |
| Abigail Spencer  | – Quinn Altman   |